# Fronteira Etiópia–Sudão
A fronteira entre Etiópia e Sudão se estende a leste do Sudão por 1606 km, desde a fronteira tríplice Sudão, Etiópia, Eritreia ao norte, até ao sul, na divisa entre Sudão, Etiópia e Quênia.
A demarcação não está concluída, havendo recentes conversações entre ambos os países no sentido de finalizar o processo, iniciadas em 2001. Algumas destas iniciativas foram condenadas pela oposição etíope.
É uma zona insegura, com esporádicas escaramuças entre o exército etíope e as forças separatistas da Frente de Libertação de Oromo (OLF).
Com a independência do Sudão do Sul em 2011, a fronteira entre Etiópia e Sudão passou de 1606 km para 723 km. O resto passou a definir a fronteira Etiópia-Sudão do Sul.